# Саша Путря
Александра (Саша) Евгеньевна Путря (на украински: Олександра (Саша) Євгенівна Путря) (2 декември 1977 – 24 януари 1989) е украинска художничка, станала известна с авторството на хиляди творби, които рисува преди да почине от левкемия на 11-годишна възраст.
За краткия си живот Путря създава 2279 работи – 46 албума с рисунки, карикатури и стихотворения, бродерия, играчки, изделия от пластелин, мъниста, цветни камъни и дърво. Създала е дори технически чертежи, за които обяснява, че целят да помогнат на възрастните да стигнат до Луната и да направят пътища без пукнатини в асфалтовата настилка.